# 櫛桁一則
櫛桁 一則（くしげた かずのり）は、岩手県宮古市にある映画館「シネマリーン」の支配人。岩手県久慈市出身。
2016年2月に毎日映画コンクールの特別賞を受賞した。